# Rubena
Rubena, s.r.o. (do 18. listopadu 2021 Rubena Náchod, s.r.o.) je česká společnost vyrábějící pryžové výrobky. Je největším evropským výrobcem veloplášťů a veloduší. Dále vyrábí technickou pryž, membrány, vlnovce vzduchového pružení, klínové řemeny, hokejové puky, těsnění, vaky, nádrže a gumárenské směsi.
Od roku 2021 je Rubena je členem skupiny KAPRAIN. Při ročním obratu 1,5 miliardy korun zaměstnává tisíc pracovníků.

## Historie
- 1908 – Josef Kudrnáč započal v Náchodě s výrobou mazadel, ucpávek a osinko-pryžového zboží.
- 1923 – Kudrnáč a spol. zahájil výrobu technické pryže v nových prostorách, již na místě dnešní Rubeny.
- 1928 – ing. Hakauf opustil společnost Kudrnáč v Náchodě, zakládá vlastní firmu v Hradci Králové a zahajuje výstavbu nové továrny.
- 1929 – Hakauf v Hradci Králové začal s gumárenskou výrobou a postupně ji rozšiřuje – technická pryž, podlahoviny, plátěná obuv, gumové přezůvky, hadice, profilová těsnění, velopláště a veloduše, máčené výrobky atd.
- 1929 – Kudrnáč v Náchodě zavedl výrobu plášťů a duší pro jízdní kola.
- 1931 – Kudrnáč v Náchodě zahájil výrobu plášťů a duší pro automobily.
- 1947 – Dne 10. června 1947 byla firma Kudrnáč, národní podnik přejmenována na Rubena, gumařské závody, národní podnik.[3]. Název vznikl z anglického slova označující gumu – RUBbEr a názvu sídelního města NÁCHOD. Objevil se plán na splynutí národních podniků Rubena a Mitas.[4] Dne 3. června nastal v náchodské továrně výbuch s velkými škodami.[5][6] Firma inzerovala technologii Gumokov, kterou používala pro pogumování válců a koleček a gumokovové produkty, které zabezpečovaly pružné uložení eliminující kmity, záchvěvy a nárazy.[7]
- 1948 –  Jedním z podřízených firem Rubena, gumařské závody se stal i Mitas, národní podnik.[8] Dalšími závody byly:[9] Náchod, Praha, Pardubice,[10] Hradec Králové, Hrádek nad Nisou,[11] Mělník, Dvůr Králové nad Labem, Miletín, Předměřice nad Labem.[12]
- 1949 – Zavedení obchodní značky BARUM, která pokrývala výrobky československých firem Baťa, Rubena a Matador. [13]
- 1950 – Závod Rubena v Hradci Králové byl přejmenován na Závod Čs. armády.[14]
- 1953 – Závod Rubena v Náchodě byl přejmenován na závod Zdeňka Nejedlého[15][16]
- 1973 – Rubena Náchod spadá spolu s Mitasem Praha, Kordárnou ve Velké nad Veličkou, Barumem Gottwaldov a národním podnikem Rudý říjen v Otrokovicích pod České závody gumárenské a plastikářské.[17] V říjnu vybuchl stroj na výrobu vulkanizovaných gumových kontejnerů.[18]

## Po roce 1989
- 1991–3 – Privatizace firmy. Pět manažerů bylo následně opakovaně souzeno za podvod a vytunelování firmy.[19]
- 1993 – Obchodní značka RUBENA byla zaváděna na velopláště a veloduše.
- 1996 – Rubena a.s., Náchod se stala součástí České gumárenské společnosti (ČGS) se sídlem v Praze.
- 1997 – Gumokov, a.s., Hradec Králové se stal součástí ČGS.
- 2000 – Rubena Náchod a Gumokov Hradec Králové vytvořily společnou firmu – RUBENA a.s. Hradec Králové.
- 2014 – Hokejové puky Rubena byly vybrány jako oficiální pro hokejový turnaj na Zimních olympijských hrách 2014 v ruském Soči.[20]
- 2015 – Obchodní značka MITAS byla zaváděna na velopláště a veloduše.[21]
- 2016 – ČGS přešla do vlastnictví švédského holdingu Trelleborg.
- 2017 – Nový majitel zrušil tradiční názvy zakoupených společností. Z Rubeny se stal Trelleborg Bohemia, a.s.
- 2021 – Trelleborg odprodal náchodskou společnost a její dceřiné společnosti české investiční skupině Karla Pražáka. Rubena se vrátila k tradičnímu názvu.
- 2022 – Rubena ustoupila od značky Mitas a celý velo sortiment nově nabízí pod značkou Rubena Tyres.[22]